# SK Svěrák
SK Svěrák je amatérský běžecký klub se sídlem v Praze. Od roku 2015 pořádá závod pro širokou veřejnost Večerní svěráckou 10. Klubovými barvami jsou fialová a šedá.

## Historie
Ustavující schůze SK Svěrák se uskutečnila 2. května 2013 v Café Sladkovský v pražských Vršovicích. V roce 2015 pak klub získal oficiální právní formu jako zapsaný spolek. Název Svěrák odkazuje tradičnímu pojmenování sportovních klubů po silných strojích (jako např. Dynamo nebo Lokomotiva). Po ustavující schůzi čítal oddíl 7 členů, k březnu roku 2017 jich eviduje 17. Členové klubu se pravidelně účastní nejrůznějších závodů v celé České republice i v zahraničí.

## Členové

### Ženy
- Irena Ambrožová
- Eliška Cibulková
- Markéta Kučerová
- Michaela Sedláčková
- Lucie Slavíčková
- Valerie Kučerová
- Tereza Vavřinová

### Muži
- Radek Červienka
- Vít Čurda
- Jan Ježek
- Vojtěch Kučera
- Vojtěch Marek
- Marek Měchura
- David Pavlišta
- Ondřej Píša
- Jan Sedláček
- Miroslav Veselík

### Spřátelení běžci
- Jakub Hodboď[9]
- Filip Švec

## Večerní svěrácká 10
Večerní svěrácká 10 je závod pořádaný oddílem SK Svěrák na Černém Mostě v Praze. Absolutní vítěz získává putovní Zlatý svěrák. Běžecký závod je určený pro širokou veřejnost, součástí akce je i závod na pětikilometrové trati a od roku 2016 také smíšená štafeta na dvakrát 5 kilometrů. Historicky prvním vítězem je Vít Pavlišta, traťový rekord ustanovil v roce 2018 Martin Edlman. Termín závodu se ustálil na poslední květnovou sobotu. 

### Vítězové
| Rok  | Jméno         | Oddíl                    | Čas   |
| ---- | ------------- | ------------------------ | ----- |
| 2015 | Vít Pavlišta  | POMALÍ KLUCI             | 34:43 |
| 2016 | Petr Lohr     | Prague BEARS racing team | 36:46 |
| 2017 | Vít Hlaváč    | A.C. Tepo Kladno         | 37:18 |
| 2018 | Martin Edlman | ASK Slavia Praha         | 34:03 |
| 2019 | Martin Edlman | ASK Slavia Praha         | 34:23 |

### Vítězky
| Rok  | Jméno              | Oddíl              | Čas   |
| ---- | ------------------ | ------------------ | ----- |
| 2015 | Nataša Hnátková    | Libiš              | 46:40 |
| 2016 | Daniela Havránková | Kerteam            | 41:42 |
| 2017 | Radka Sýkorová     | AC Praha 1890      | 46:08 |
| 2018 | Monika Hloušková   | AC Mariánské Lázně | 40:44 |
| 2019 | Zdeňka Štěpánová   | To rozchodíš!      | 47:13 |